# El Aro
El Aro är en ort i Mexiko.   Den ligger i kommunen San Felipe och delstaten Guanajuato, i den centrala delen av landet, 300 km nordväst om huvudstaden Mexico City. El Aro ligger 2 135 meter över havet och antalet invånare är 157.
Terrängen runt El Aro är huvudsakligen kuperad. El Aro ligger nere i en dal. Runt El Aro är det ganska tätbefolkat, med 80 invånare per kvadratkilometer. Närmaste större samhälle är Guanajuato, 19,9 km sydost om El Aro. Trakten runt El Aro består i huvudsak av gräsmarker.